# 동중국해 EEZ 분쟁

동중국해 EEZ 분쟁(東中國海 排他的經濟水域 紛爭, 영어: East China Sea EEZ disputes)은 동중국해의 배타적 경제 수역 획정과 관련한 한국, 중국, 일본의 국경선 획정 분쟁이다. 동중국해에는 막대한 천연가스와 석유가 매장되어 있다고 알려져 있어서, 한중일 삼국의 영해분쟁이 치열하다.

## 연표
- 1967년 유엔 아시아 극동 경제 위원회(UNECAFE)의 의뢰로 미국 국립해양 연구소가 에머리 보고서를 제출했다. 동중국해가 "제2의 페르시아만"이며 세계 최대 산유국 사우디아라비아의 10배 천연가스가 존재한다는 내용이었다.
- 1970년에 박정희 대통령이 7광구가 대한민국 영토임을 선포하였다.
- 1982년 중국은 대륙붕에 근거한 배타적 경제 수역 경계선을, 일본은 중일 중간선에 근거한 경계선을 유엔 해양법 위원회에 동시 제출했다. 대륙붕에 근거하면 중국이 최대한 바다를 차지하며, 중간선에 근거하면 일본이 최대한 바다를 소유하게 된다.
- 2006년 1월 28일 동중국해 춘샤오 가스전에서 천연가스 생산을 시작하였다. 이에 일본이 반발하였다.
- 2012년 9월 22일 중국은 대륙붕에 근거한 경계선을 주장하여 유엔 대륙붕 한계 위원회에 대륙붕 경계 획정 신청서를 제출했다. 일본은 동중국해 배타적 경제 수역 획정 문제가 유엔 대륙붕 한계 위원회의 관할 대상이 안 된다는 주장이다.
- 2012년 12월 한국은 대륙붕에 근거한 경계선을 주장하여 유엔 대륙붕 한계 위원회에 대륙붕 경계 획정 신청서를 제출했다.

## 같이 보기
- 유엔 해양법
- 센카쿠 열도(댜오위다오) - 일본의 실효적 지배
- 한일공동개발구역(JDZ, 7광구)
- 춘샤오 가스전 - 중국 2006년 천연가스 생산 시작
- 이어도 - 대한민국의 실효적 지배
- 방공 식별 구역(ADIZ)
- 비행 정보 구역(FIR)
- 방공 식별 구역 (동중국해)(영어판)
- 공해전 (독트린)(空海戰, en:AirSea Battle)